# 10006 Sessai
10006 Sessai (Provisorisk beteckning: 1976 UR15) är en asteroid i asteroidbältet, upptäckt 22 oktober 1976 av de båda japanska astronomerna Hiroki Kosai och Kiichirō Furukawa  vid Kiso-observatoriet, Japan. Asteroiden har fått sitt namn efter Nishiyama Sessai, en konfuciansk akademiker från Japan.